# Слов'янський повіт (Новоросійська губернія)
Слов'янський повіт (у 1781-83 роках — Нікопольський повіт) повіт у Слов'янській провінції Новоросійської губернії у 1776—1783 роках.
1776 року повіт утворений після розгрому Запорозької Січі з південної частини Кодацької паланки. Названо за містом Слов'янськ, що мав стати центром Слов'янської провінції Новоросійської губернії. Місто утворювалося недалеко від столиці Запорожжя — Нової Січі — на Микитиному Розі. Російський уряд намагався заселити південні землі України іншими народами у тому числі слов'янами з Балкан. Місто було перейменовано у Нікополь. З 1781 року повіт називається Нікопольським (Микитине, або Микитин Перевіз перейменований в Нікополь), проте назва провінції проіснувала до кінця 1783 року.
До складу повіту увійшли колишня столиця Нова Січ перейменована на Покровське, містечко Микитин Перевіз (Микитин, Микитине, Микитин Ріг, сучасне — Нікополь) і частина Кодацької паланки Запорожжя; 1781 року Покровське вже значиться у Саксаганському повіті.